# Hyposmocoma lixiviella
Hyposmocoma lixiviella (лат.) — вид роскошных молей эндемичного гавайского рода Hyposmocoma.

## Распространение
Обитает на горах острова Кауаи, на высоте около 1000-1200 м над уровнем моря.

## Описание
Небольшие бабочки размером 10—11 мм. Усики беловато-охристые с тёмно-коричневатыми полосами, основание — тёмно-коричневые. Голова и грудь — тёмно-серые. Передние крылья — беловато-охристые с тёмно-коричневатыми пятнами по всей поверхности и с дисковидными отметинами у основания костальной жилки. Цвет постепенно переходит в тёмно-серый ближе к основанию крыла. Нижние крылья и бахрома волосков по их краю — тёмно-коричневые.